# خواننده اصلی

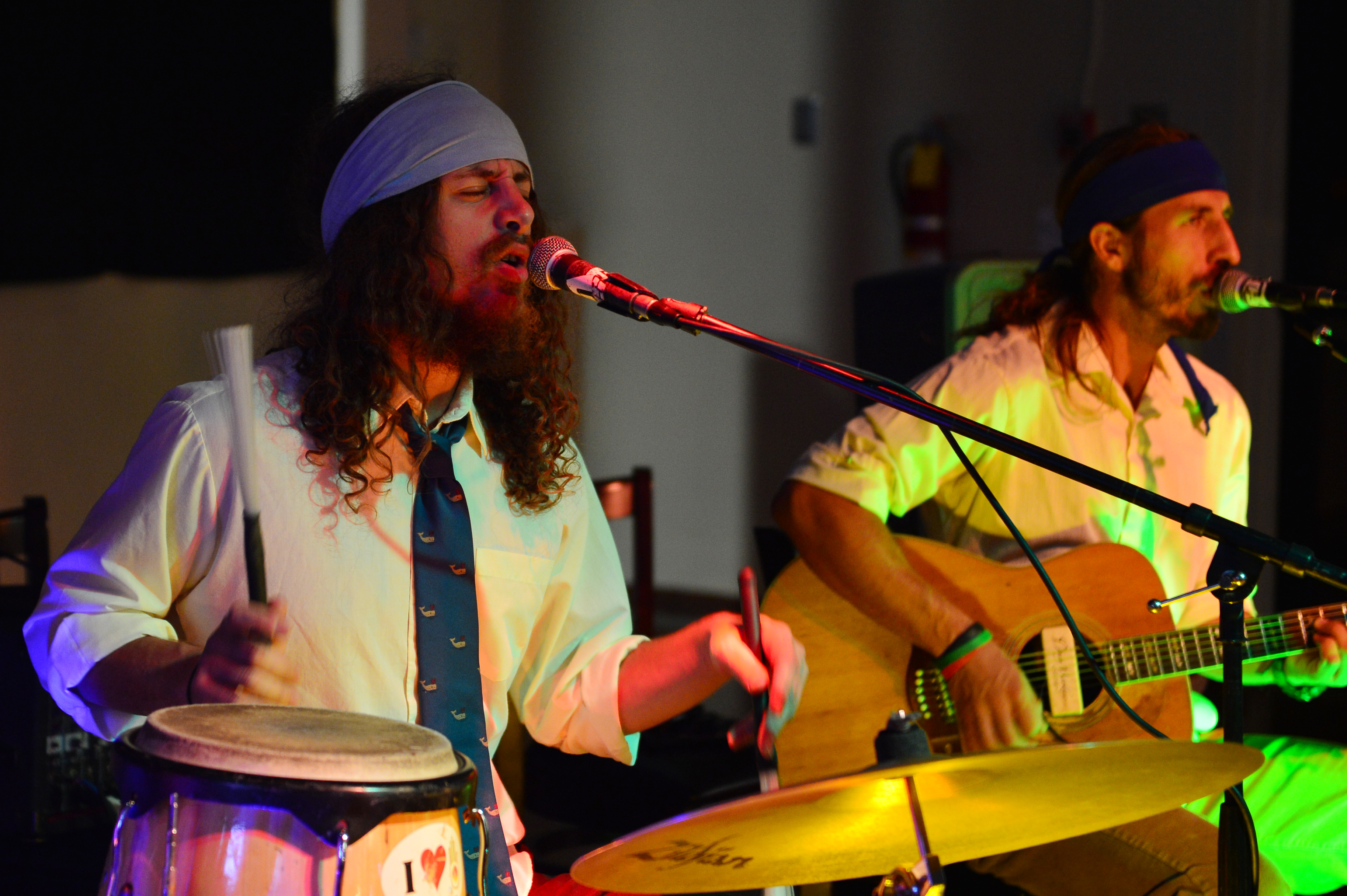
دیوید «هوگ» کپنر (چپ) در حالی‌که در اجرای زنده در منطقهٔ دراپ زون در پایگاه نیروی هوایی کنن، نیومکزیکو، درام می‌نوازد، به عنوان خوانندهٔ اصلی آواز می‌خواند؛ در همین حال، گیتاریست نیز هم‌خوانی می‌کند.

خوانندهٔ اصلی (انگلیسی: Lead vocalist) در موسیقی عامه‌پسند معمولاً عضوی از یک گروه یا بند است که صدای او نقش اصلی را در اجرای ملودی ایفا می‌کند؛ به ویژه در اجراهایی که چندین صدا به گوش می‌رسند. صدای خوانندهٔ اصلی به عنوان صدای غالب، در برابر بخش‌های همراهی‌کنندهٔ دیگر اعضای گروه قرار می‌گیرد. در اجراهای گروه‌های آوازی – به ویژه در سبک‌هایی مانند سول، گاسپل و راک اند رول اولیه – خوانندهٔ اصلی خط ملودی اصلی را اجرا می‌کند، در حالی‌که دیگر اعضای گروه، هم‌خوانی یا هارمونی‌های آوازی را به عنوان خوانندگان پشتیبان ارائه می‌دهند. خوانندگان اصلی معمولاً در اجراهای زنده به ویژه در موسیقی پاپ، حرکات بدنی یا ژست‌هایی را با آواز خود ترکیب می‌کنند، یا ممکن است در رقص‌های گروهی نیز مشارکت داشته باشند. برخی از خوانندگان اصلی هنگام اجرا، ساز نیز می‌نوازند – یا برای همراهی ساده (مثلاً نواختن ریتم با گیتار)، یا به عنوان نوازندهٔ اصلی و تکنواز، در بخش‌هایی از اجرا که آواز نمی‌خوانند (همانند جیمی هندریکس، خواننده و گیتاریست).
خوانندهٔ اصلی معمولاً وظیفهٔ هدایت گروه آوازی و نوازندگان را نیز بر عهده دارد و با استفاده از اشارات بصری، تغییرات سرعت اجرا (تمپو) یا شدت صدا (دینامیک)، توقف‌ها یا مکث‌ها، و آغاز بخش‌های جدید ترانه را اعلام می‌کند — مگر آنکه رهبر ارکستر یا رهبر گروه نوازندگان (بندلیدر) در صحنه حضور داشته باشد و این وظیفه را بر عهده بگیرد. خوانندهٔ اصلی معمولاً میان ترانه‌ها با تماشاگران صحبت می‌کند؛ مثلاً دربارهٔ یک ترانه اطلاعاتی می‌دهد (مانند اینکه چه کسی آن را نوشته یا چرا انتخاب شده)، اعضای گروه را معرفی می‌کند و تلاش می‌کند ارتباطی صمیمی با مخاطبان برقرار کند. در تمرین‌ها نیز ممکن است خوانندهٔ اصلی نقش رهبری داشته باشد، مگر آنکه رهبر دیگری این مسئولیت را بر عهده داشته باشد. اگر خوانندهٔ اصلی، ترانه‌پرداز نیز باشد، ممکن است بخشی یا تمامی اشعار را بنویسد، یا حتی کل یک قطعه را شامل ملودی و آکوردها خلق کند.
از نمونه‌های مشهور خوانندهٔ اصلی در موسیقی راک می‌توان به فردی مرکوری از گروه کوئین و میک جَگر از گروه رولینگ استونز اشاره کرد. در موسیقی سول نیز، اسموکی رابینسون خوانندهٔ اصلی گروه میرکلز بود. در برخی گروه‌ها ممکن است دو یا چند خوانندهٔ اصلی وجود داشته باشند که به‌صورت نوبتی وظیفهٔ خوانندگی اصلی را در ترانه‌های مختلف یا حتی در بخش‌های مختلف یک ترانه بر عهده بگیرند؛ برای مثال در گروه‌هایی مانند بیتلز و فلیتوود مک. همچنین ممکن است چند خواننده به‌طور هم‌زمان و در یک بخش از ترانه، خوانندگی اصلی را با هم اجرا کنند؛ همان‌طور که اغلب در گروه آبا دیده می‌شد.

## اصطلاح‌شناسی
به خوانندهٔ اصلی (lead vocalist) گاه main vocalist یا lead singer نیز گفته می‌شود. به ویژه در موسیقی راک، خوانندهٔ اصلی یا خوانندهٔ تک‌خوان اغلب به عنوان فرانت‌من یا فرانت‌وومن شناخته می‌شود؛ فردی که ممکن است یک یا چند ساز نیز بنوازد و از نگاه عموم به عنوان رهبر یا سخنگوی گروه شناخته می‌شود.
در موسیقی کی پاپ، اصطلاح خوانندهٔ اصلی (lead vocalist) معمولاً به عضوی از گروه اطلاق می‌شود که از نظر تکنیک آوازی، پس از main vocalist قرار دارد و مهارت خوانندگی بالایی دارد، اما به‌طور معمول نفر دوم در اجرای بخش‌های دشوار آوازی محسوب می‌شود.